# Человек с марсианского летающего диска
«Человек с марсианского летающего диска» (англ. Flying Disc Man from Mars) — американский чёрно-белый научно-фантастический киносериал 1950 года.

## Сюжет
Пришелец с Марса по имени Мота отправлен на завоевание Земли, так как Марс обеспокоен развитием на Земле ядерных технологий. Лидеры Красной планеты принимают решение, что безопаснее и лучше для всех будет, если власть на Земле возьмут в свои руки марсиане.

При посадке на Землю Мота сбит экспериментальным лучевым оружием, которое тестировал пилот Кент Фоулер, помощник доктора Брайанта. Однако это происшествие не мешает Моте начать свою деятельность. Он с помощью шантажа заставляет работать на себя этого доктора Брайанта, ныне — американского учёного и промышленника, бывшего нациста; а также нанимает себе в приспешники нескольких преступников. Злодеи начинают диверсии против атомной энергетики страны, в частности, пытаются выкрасть запасы урана.

Кент Фоулер, который занимается безопасностью атомных промышленных объектов, оказывается втянутым в эти события, и ему предстоит поймать и обезвредить пришельца и его банду.

## Эпизоды
Киносериал состоит из 12 частей. Продолжительность первого эпизода составляет 20 минут, всех остальных — по 13 минут 20 секунд, общая продолжительность сериала — 2 часа 47 минут. 10-й эпизод почти целиком состоит из фрагментов предыдущих девяти.
1. «Menace from Mars»
2. «The Volcano’s Secret»
3. «Death Rides the Stratosphere»
4. «Execution by Fire»
5. «The Living Projectile»
6. «Perilous Mission»
7. «Descending Doom»
8. «Suicidal Sacrifice»
9. «The Funeral Pyre»
10. «Weapons of Hate»
11. «Disaster on the Highway»
12. «Volcanic Vengeance»

«На самом интересном месте» каждого эпизода (кроме последнего) — главный герой, пилот Кент Фоулер, терпит аварию в каком-либо транспортном средстве и неминуемо должен погибнуть, но в начале следующего эпизода выясняется, что он чудом спасся.

## В ролях
В главных ролях
- Уолтер Рид[англ.] — Кент Фоулер, пилот
- Сэнди Сандерс — Стив, товарищ[англ.] Кента Фоулера
- Лоис Коллиер — Хелен Холл
- Джеймс Крэвен — доктор Брайант
- Грегори Гайе — Мота, пришелец с Марса
- Гарри Лоутер[англ.] — Дрейк, приспешник Моты
- Ричард Ирвинг — Райан, приспешник Моты
- Майкл Карр — Трент, приспешник Моты, пилот марсианского летающего диска

Во второстепенных ролях
- Дейл Ван Сикел[англ.] — охранник (в 1-м эпизоде; также каскадёр-дублёр Уолтера Рида[англ.])
- Лестер Дорр — Крейн (7-м и 11-м эпизодах)
- Том Стил[англ.] — Тейлор (также каскадёр-дублёр Гарри Лоутера[англ.] и Майкла Карра)

Без указания в титрах
- Рой Баркрофт[англ.] — Мота, пришелец с Марса (в 1-м эпизоде)
- Дэвид Шарп[англ.] — техник (в 1-м эпизоде; также каскадёр-дублёр Ричарда Ирвинга)
- Клейтон Мур — Льюис Эш (в 1-м, 2-м и 10-м эпизодах)
- Кен Террелл[англ.] — Грейвс, механик (в 3-м эпизоде)
- Дик Крокетт[англ.] — бандит в пещере (в 5-м эпизоде)
- Сол Горсс — бандит в пещере (в 5-м эпизоде)
- Кэри Лофтин[англ.] — бандит-грузчик (в 7-м и 8-м эпизодах)

## Производство и прокат
Съёмки всех двенадцати эпизодов заняли всего три недели, с 21 августа по 12 сентября 1950 года.

У сериала было несколько рабочих названий: «Атомный человек с Марса», «Человек с марсианского диска», «Люди с небесных дисков», «Люди с летающей планеты» и «Реактивный человек с Марса».

Бюджет киносериала составил (по разным оценкам) от 152 640 до 157 439 долларов (1 613 027 — 1 663 740 долларов в ценах 2019 года) — это стал самый дорогой киносериал Republic Pictures 1950-х годов.
Премьера ленты состоялась в кинотеатрах США 25 октября 1950 года.
Фактически «Человек с марсианского летающего диска» является сиквелом другого киносериала Republic Pictures, «Пурпурный монстр атакует», выпущенного пятью годами раньше. Главный злодей «Человека…», марсианин Мота, носит слегка переделанный костюм Пурпурного монстра. В качестве марсианского летающего диска был использован самолёт-диск из другого киносериала Republic Pictures, «Король Канадской конной полиции», выпущенного в 1942 году; в некоторых кадрах на нём даже можно разглядеть не затёртое японское изображение восходящего солнца. Этот необычный самолёт, в свою очередь, был переделан из летающего крыла, созданного для сериала Republic Pictures «Сокрушитель шпионов» (1942). Также в целях удешевления производства в «Человеке…» встречаются целые сцены из более ранних сериалов Republic Pictures: крушение ракеты из «Пурпурный монстр атакует» (1945), автомобильная погоня из «Секретная служба в Африке» (1943), несколько сцен из «Агенты ФБР против Чёрного Дракона» (1943).
За все спецэффекты сериала отвечали братья Лидекер.
28 марта 1958 года 167-минутный сериал был адаптирован в 75-минутный художественный фильм с названием «Ракетные монстры».